# Kallesmærsk Hede
Kallesmærsk Hede er et naturområde, der strækker sig langs kysten mellem Blåvand og Vejers. Området er en del af Oksbøl Skyde- og Øvelsesterræn og benyttes som skydeområde, hvor der skydes med skarpt, bl.a. fra fly og kampvogne.
Heden har et spændende dyre- og planteliv, men landskabet er stærkt præget af, at området bliver brugt til militære øvelser.
Medmindre skiltningen siger andet, er det ikke tilladt at færdes i de militære områder. Det er dog tilladt for offentligheden at køre på grusvejen Kallesmærskvej, der forbinder Blåvand og Vejers og løber tværs gennem Kallesmærsk Hede. Det er sædvanligvis også tilladt at færdes på stranden, medmindre der er militære øvelser på Kallesmærsk Hede. I perioder, hvor der er afspærret pga. skydning, hejses røde kugler på signalmaster på markante placeringer i området.
I den sydvestlige del af heden ved Husbjerg Klit ligger en mindelund, hvor seks frihedskæmpere fra 2. verdenskrig lå begravet. De blev dræbt af den tyske besættelsesmagt i december 1943. I 1952 blev der her rejst en mindesten over de døde.
De blev efter henrettelsen 2. december 1943 i Skæring Hede nord for Århus flyttet til Kallesmærsk Hede, og begravet der. 
Efter 2.verdenskrig blev de igen gravet op begravet i deres hjemby.
Der findes en mindesten for frihedskæmpere under 2.verdenskrig i området.
- Alf Tolboe Jensen
- Oluf Kroer
- Anders W. Andersen
- Otto Manley Christiansen
- Sven Christian Johannesen
- Georg Mørch Christiansen

## Ekstern henvisning
- Henrettelserne på Skæring Hede (Webside ikke længere tilgængelig)

|  | Denne artikel om lokaliteten Kallesmærsk Hede kan blive bedre, hvis der indsættes et (bedre) billede. Du kan hjælpe ved at afsøge Wikimedia Commons for et passende billede eller lægge et op på Wikimedia Commons med en af de tilladte licenser og indsætte det i artiklen. |

55°35′N 8°8′Ø / 55.583°N 8.133°Ø